# اکسپو (مجله)
اکسپو (به انگلیسی: Expo (magazine)) یک مجله سوئدی ضد نژادپرستی است که در سال ۱۹۹۵ توسط استیگ لارسون تأسیس شد. این مجله توسط بنیاد غیرانتفاعی (بنیاد اکسپو) منتشر می‌شود. این مجله که چهار بار در سال منتشر می‌شود، حاوی روزنامه‌نگاری تحقیقی است که بر جنبش‌ها و سازمان‌های ملی‌گرا، نژادپرست، ضد دموکراتیک، یهودی‌ستیز، و راست افراطی متمرکز است. همچنین مقالات و پادکست‌ها را به صورت منظم‌تری در اینترنت منتشر می‌کند. افراد مسئول اکسپو هیچ ارتباطی با سازمان‌ها یا احزاب سیاسی خاصی ندارند، بلکه با افراد و سازمان‌هایی که در اکسپو مشترک هستند، همکاری می‌کنند. رئیس بنیاد اکسپو چارلز وستین است. دفتر مرکزی این مجله در استکهلم قرار دارد.

## تاریخچه
استیگ لارسن، نویسنده مجموعه رمان‌های میلنیوم، یکی از بنیانگذاران و سردبیر اکسپو از ۱۹۹۵ تا زمان مرگش در سال ۲۰۰۴ بود، سابقه سیاسی و روزنامه‌نگاری لارسن در فعالیت‌های سیاسی چپ افراطی، از جمله در اتحادیه کارگران کمونیست، و بین‌الملل، باعث شد تا او با هدف تأسیس بنیادی مشابه بنیاد سرچ لایت بریتانیا، بنیاد اکسپو را برای «مطالعه و ترسیم گرایش‌های ضد دموکراتیک، راست افراطی و نژادپرستانه در جامعه» تأسیس کند.
اکسپو در ژوئن ۱۹۹۶ پس از یک رشته تهدید و حملات علیه شرکت‌های چاپ و فروش مجله و سازمان‌های حامی آن به‌طور گسترده در سوئد مشهور شد. روی دیوار مقر حزب اعتدال، عبارت (بدون حمایت از اکسپوی کمونیست) نقاشی شده بود. در پاسخ، روزنامه‌های برجسته آفتونبلادت و اکسپرسن نسخه شماره ژوئن ۱۹۹۶ این مجله را به عنوان یک مکمل رایگان با تیراژ حدود ۸۰۰۰۰۰ نسخه چاپ و توزیع کردند.
فشارهای مالی در سال ۱۹۹۸ مسئولان اکسپو را مجبور به توقف انتشار مجله و جایگزینی آن با یک خبرنامه کرد. در سال ۱۹۹۹، اکسپو به عنوان بخشی از مجله سواریت (سیاه و سفید) دوباره راه اندازی شد. هنگامی که سواریت در سال ۲۰۰۳ تعطیل شد، اکسپو به عنوان یک مجله مستقل مجدداً منتشر شد.
از سال ۲۰۲۳ رئیس هیئت مدیره بنیاد اکسپو یک وکیل سوئدی به‌نام آن رامبرگ است. سردبیر اکسپو آنا فروید (از سال ۲۰۱۹) است،در حالی که دانیل پول مدیر عامل و ناشر آن است. در سال ۲۰۱۴ تیراژ مجله ۳۵۰۰ نسخه بود.
در ۴ مه ۲۰۱۶، عکاس اکسپو، دیوید لاگرلوف، تصویری از تس آسپلوند، ۴۲ ساله، در حالی که مشتش علیه رهبری جنبش مقاومت نوردیک (NRM) در بورلنیه، مرکز سوئد بلند شده بود، گرفت. این مطلب در کشور پخش شد و به‌طور گسترده در مطبوعات بین‌المللی تجدید چاپ شد.